# Републиканска странка (Србија)
Републиканска странка (скраћено РС; мађ. Republikánus Párt) је политичка странка у Србији, регистрована као странка која заступа мађарску националну мањину. Председник странке је Никола Сандуловић. Он је у Белој књизи довођен у везу са Звездарском групом, што је у јавности негирао.

## Деловање
Странка је првобитно најавила учествовање на ванредним парламентарним изборима 2014. године. Одлуком Главног одбора странке, одлучено је да се избори бојкотују. Као главни разлог бојкота избора наведена је чињеница да се они не спроводе истоветно на целој територији Републике Србије (превасходно због одлуке Републичке изборне комисије да се гласови са Косова и Метохије не броје на бирачким местима, него у Рашкој и Врању), чиме се нарушава уставни поредак и регуларност избора се доводи у сумњу.
На изборима 2016. први на листи републиканаца био је Сандуловић а други Јосип Богић.
Партија себе сматра идеолошком наследницом Републиканске странке Србије/Југославије, обновитељем и идејним настављачем Републиканске странке. Велики део Републиканске странке чине бивши чланови Српске напредне странке, Либерално демократске партије и Демократске странке, али и чланови других странака, као и академици и научници. Републиканска странка делује у јавности као странка која је против Српске напредне странке и политике коју спроводи Александар Вучић.
На парламентарним изборима Републиканска странке је фалсификовала 900 потписа. РИК је навео и да су коришћени „чудни печати” суда из Шапца. Сандуловић је негирао наводе Републичке изборне комисије и тражио извињење. Поводом фалсификовања потписа, полиција је привела фолк певачицу и ријалити учесницу Мају Николић, која је била чланица Републиканске странке.
Дана 13. марта 2023. Никола Сандуловић је у име Републиканске странке потписао споразум са Фатоном Куртијем, председником Републиканске странке Косова, према коме је предвиђено међусобно признање између Србије и Републике Косово, као и заједнички улазак у ЕУ и НАТО. Јануара 2024. Сандуловић је поставио цвеће на гроб и одао почаст лицу осуђеном за тероризам од стране органа Републике Србије, Адему Јашарију и том приликом се захвалио Аљбину Куртију. Поједини медији су навели да је након тог чина он темељно саслушан од стране српских безбедносних снага и да су му нанете изразите телесне повреде, што је БИА демантовала.